# Nepytia umbrosata
Nepytia umbrosata là một loài bướm đêm trong họ Geometridae.